# Colonial Williamsburg

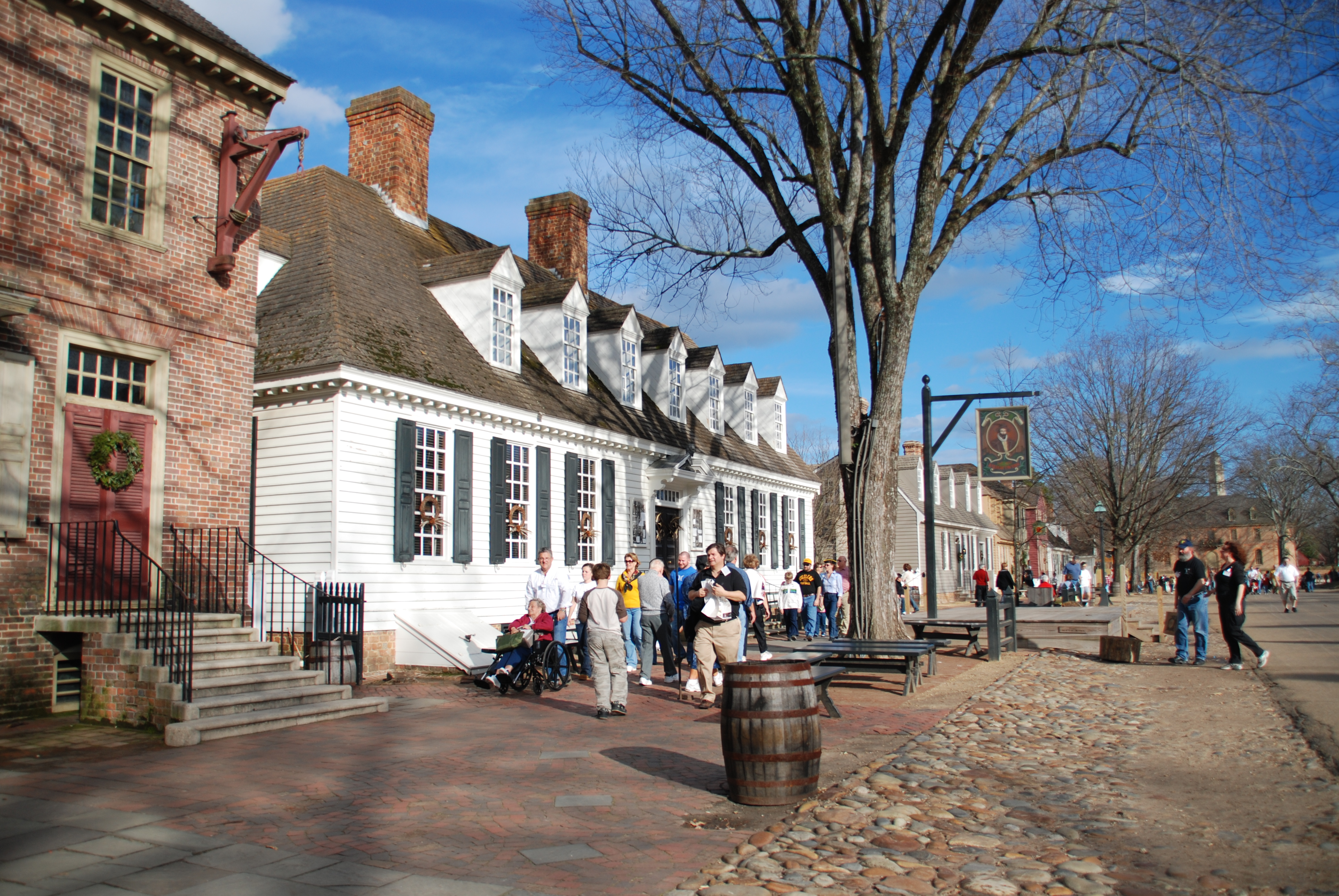
Vista da Taverna Raleigh reconstruída na rua Duke of Gloucester

Colonial Williamsburg é um museu a céu aberto e uma fundação privada que apresenta uma parte do distrito histórico da cidade de Williamsburg, Virgínia, Estados Unidos.
Sua área histórica de 122 hectares inclui várias centenas de edifícios restaurados ou recriados a partir do século XVIII, quando a cidade era a capital da Colônia da Virgínia; Estruturas do século XVII, século XIX e Revival colonial; e reconstruções mais recentes. Uma interpretação de uma cidade colonial estadunidense, a área histórica inclui três vias principais e suas ruas laterais que tentam sugerir a atmosfera e as circunstâncias dos estadunidenses do século XVIII. Os funcionários fantasiados trabalham e se vestem como as pessoas da época, às vezes usando gramática e dicção coloniais (embora não sejam sotaques coloniais).
No final da década de 1920, a restauração e recriação da Williamsburg colonial foi defendida como uma maneira de celebrar patriotas rebeldes e o início da história dos Estados Unidos. Os proponentes incluíram o reverendo Dr. W. A. R. Goodwin e outros líderes da comunidade; a Associação para a Preservação das Antiguidades da Virgínia (agora chamada Preservação Virgínia), as Damas Coloniais, as Filhas da Confederação, a Câmara de Comércio e outras organizações; e a família Rockefeller, nomeadamente John D. Rockefeller, Jr. e sua esposa, Abby Aldrich Rockefeller.
O Colonial Williamsburg faz parte do projeto histórico, da atração turística Historic Triangle of Virginia, juntamente com Jamestown e Yorktown e o Colonial Parkway. O site já foi usado para conferências por líderes mundiais e chefes de estado, incluindo presidentes dos Estados Unidos. Foi designado Marco Histórico Nacional em 1960.
Em junho de 2019, seu sexto presidente, Mitchell Reiss, anunciou que renunciaria a partir de outubro do mesmo ano, encerrando um mandato de cinco anos distinguido por rotatividade de pessoal, redução de tamanho e terceirização.